# Adiantum lorentzii
Adiantum lorentzii är en kantbräkenväxtart som beskrevs av Georg Hans Emmo Wolfgang Hieronymus. Adiantum lorentzii ingår i släktet Adiantum och familjen Pteridaceae. Inga underarter finns listade.